# Gerhard Heinrich Nanninga

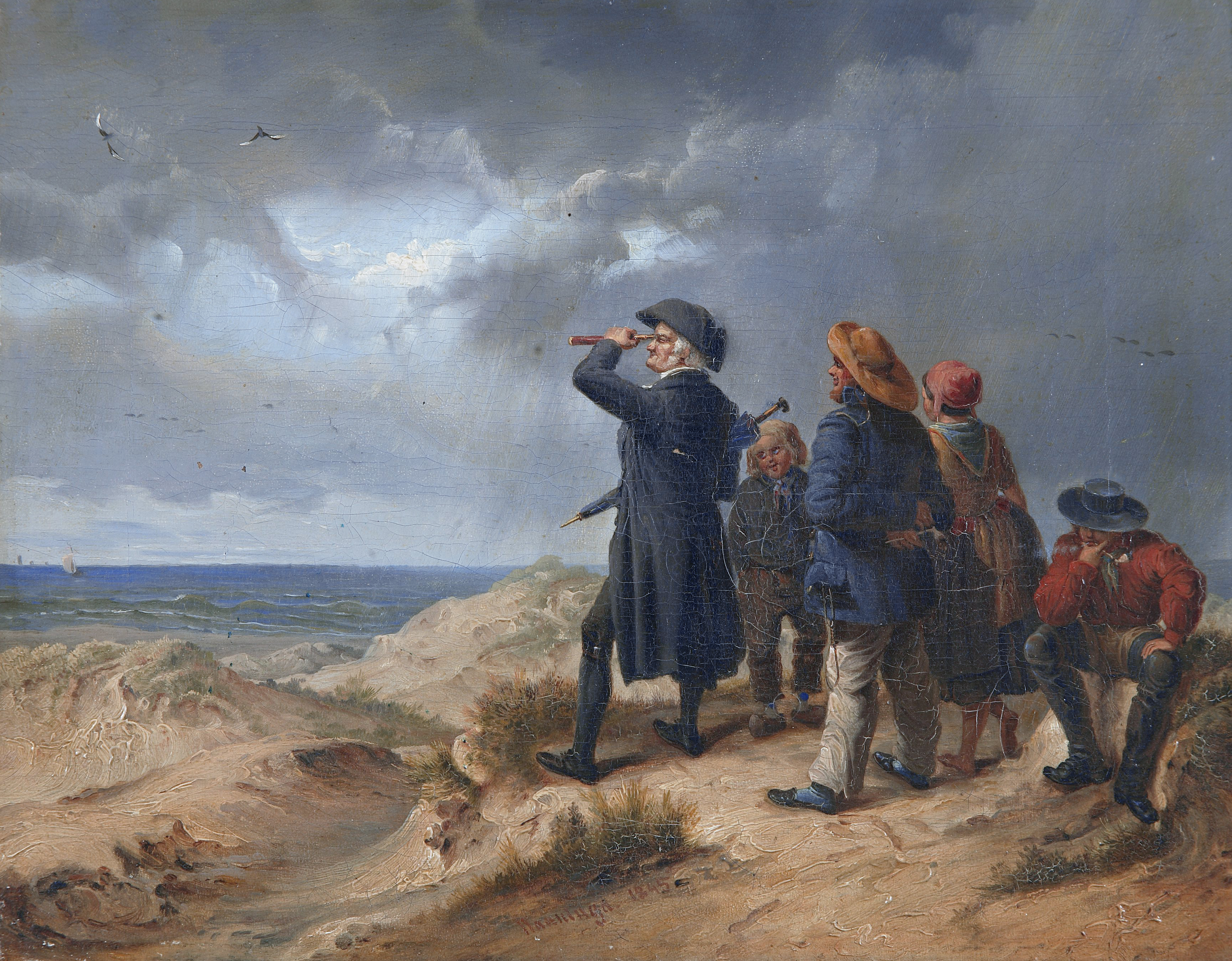
Blick auf das Meer (1845)

Gerhard Heinrich Nanninga (* 7. Mai 1817 in Emden; † 14. Juni 1847 ebenda) war ein deutscher Landschaftsmaler und Porträtmaler der Romantik.
Nanninga wurde 1817 als eines von acht Kindern des Schiffskapitäns und Stadtbaumeisters der Stadt Emden, Johann Abrams Nanninga (* 1772 in Hauen bei Pilsum, † 1840 in Emden), und seiner Frau, der Müllerstochter Christina Elise geb. Fartmann (* 1791 in Greetsiel, † 17. Januar 1859 in Emden), geboren.
Nanninga lernte die Kunstmalerei unter anderem in Italien bei dem auch aus Emden stammenden Tjarko Meyer Cramer.
Gemeinsam mit Leffert Thelen Poppinga wird Nanninga als der wichtigste Maler Ostfrieslands in der ersten Hälfte des 19. Jahrhunderts angesehen.
Im Ostfriesischen Landesmuseum in Emden sind Bilder von Nanninga zu sehen.

## Werke
- Die Schwester Hinderina Wilhelmina an ihrem 11. Geburtstag (1839)[5]
- Der Schweriner Maler Fritz Ollenschläger (um 1840)[6]
- Die Schwester Margarete Elisabeth (um 1843)[7]
- Blick auf das Meer (1845)[8]
- Joseph und seine Brüder (1846)[9]
- Porträt des Korngroßkaufmanns und Praeses der Emder Stadtverordneten Johannes Buismann[10]